# Lord-lieutenant du Cardiganshire

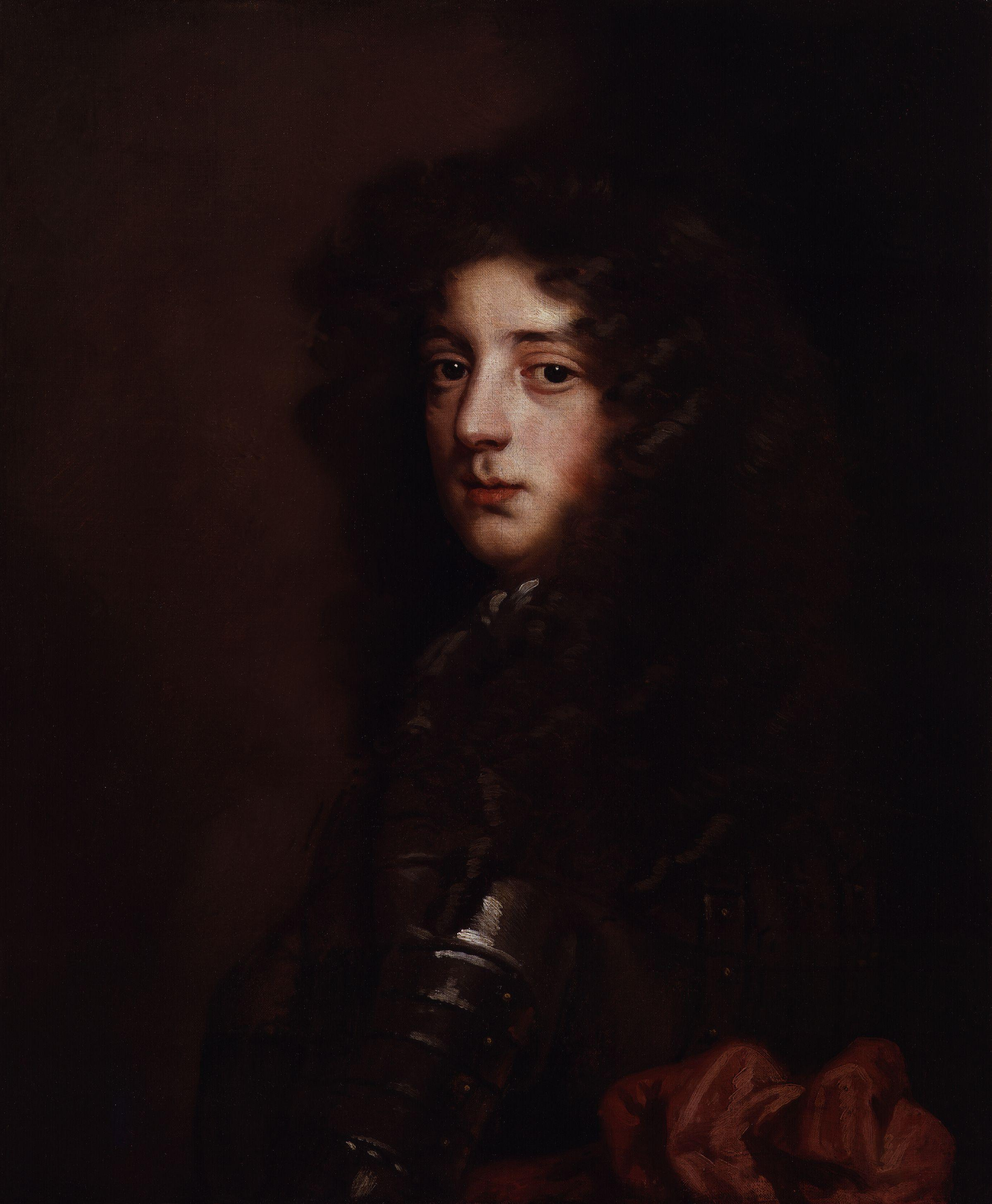
Thomas Herbert, 8e comte de Pembroke par John Greenhill

Ceci est une liste de personnes qui ont servi comme Lord Lieutenant du Cardiganshire. Depuis 1780, tous les Lords lieutenant ont également été Custos Rotulorum of Cardiganshire. L'office a été supprimé le 31 mars 1974 et remplacé par le Lord Lieutenant de Dyfed.

## Lord Lieutenants du Cardiganshire jusqu'en 1974
- Thomas Herbert, 8e comte de Pembroke, 11 mai 1694 – 2 octobre 1715
- John Vaughan, 1er vicomte Lisburne, 2 octobre 1715 – 1721
- John Vaughan, 2e vicomte Lisburne, 26 juillet 1721 – 1741
- vacant
- Wilmot Vaughan, 3e vicomte Lisburne, 10 mai 1744 – 27 juillet 1762
- Wilmot Vaughan, 1er comte de Lisburne, 27 juillet 1762 – 1800
- Thomas Johnes, 4 juillet 1800 – 25 avril 1816
- William Edward Powell, 22 novembre 1817 – 10 avril 1854
- Thomas Lloyd, 16 septembre 1854 – 14 septembre 1857
- Edward Lewis Pryse, 14 septembre 1857 – 29 mai 1888
- Herbert Davies-Evans, 16 juillet 1888 – 28 décembre 1923
- Ernest Vaughan, 7e comte de Lisburne, 28 décembre 1923 – 9 mai 1956
- John Hext Lewes, 9 mai 1956 – 31 mars 1974